# 高体云南鳅
高体云南鳅（学名：Yunnanilus altus）为輻鰭魚綱鲤形目條鳅科云南鳅属的鱼类。在中国，分布于南盘江水系等。该物种体长可达7.1公分，棲息於有流動的小溪流底層水域，屬雜食性，以菌絲藻與昆蟲為食。

## 扩展阅读
維基物種上的相關：高体云南鳅